# Ґоґель-моґель
Ґо́ґель-мо́ґель, або ґо́ґоль-мо́ґоль,, також гогель-могель або гоголь-моголь — десерт з яєць. Страва готується з яєчних жовтків, розтертих з цукром та невеликою кількістю рому чи коньяку, однак може готуватися і без алкоголю. Отримана суміш розводиться водою і збовтується з льодом. Існує безліч рецептів страви, які, крім вищенаведених основних, містять й інші інгредієнти — шоколад, фруктовий сік, полуницю тощо.
Традиційно вважається, що ґоґель-моґель добре впливає на горло — допомагає вгамувати біль чи навіть повернути або ж покращити голос.

## Етимологія
Назва його походить через посередництво пол. kogel-mogel від нім. Kuddelmuddel («мішанина», «безладдя»), походження якого не з'ясоване (можливо, від koddeln — «тримати брудну білизну» і Modder — «гниль»). Вважають, що ґоґель-моґель придумав кондитер Манфред Кекенбауер під час експериментів з консервування солодощів, а патент на його масове виробництво придбав один відомий харчовий концерн за півтора мільйона марок. Однак існує легенда, що понад сто років тому цей напій вигадав кантор Ґоґель з могильовської синагоги, який через втрату голосу позбувся роботи. Шукаючи засіб, що міг би повернути йому голос, Ґоґель придумав рецепт: «взяти сире яєчко і цокнути в кухоль, покришити хліба, посолити та збовтати». Інша легенда оповідає про те, що графиня Броніслава Потоцька з Великої Своротви дещо модернізувала рецепт, замінивши в ньому хліб на мед і перейменувала напій з «ґоґель-моґель» на «ґоґоль-моґоль».

## У художніх творах
- Персонаж К. І. Чуковського лікар Айболить в однойменній віршованій казці лікує звірів ґоґолем-моґолем.
- В оповіданні О. І. Купріна «Ґоґоль-моґоль» герой вирішує приготувати напій як засіб для гарного голосу, але не додержує рецептури (що не заважає йому з блиском виступити).
- У повісті Л. А. Кассіля «Кондуїт і Швамбранія» Оська плутає ґоґоль-моґоль з Ґоґом і Маґоґом («— Все швамбраны погибли, как гоголь-моголь. — Не как гоголь-моголь, а как Гог и Магог, ты хочешь сказать, — засмеялась Донна Дина».).